# 家園戰線：革命
《家園戰線：革命》是由Crytek UK和Deep Silver Dambuster開發并由Deep Silver发行的一款開放世界第一人稱射擊遊戲。此遊戲于2016年5月起在北美和欧洲地区陆续發行。本作是《国土防线》的正统续作。

## 故事大綱
故事就在金氏家族發明APEX科技後，利用自身技術搖遠關閉美國所有系統並實行侵略。玩家飾演一名叫Ethan Brady的反抗份子，在費城帶領同胞展開對朝鮮軍的游擊戰爭。

## 开发历史
在原开发商及发行商THQ倒闭后，《国土防线》的资源和版权被德国游戏公司Crytek购得。Crytek将续作交由其旗下英国工作室Crytek UK開發，本作在2014年6月正式公布。不过由于Crytek的财政危机，Crytek将《国土防线：革命》打包卖给了Koch Media（Deep Silver的母公司），而负责开发的Crytek UK工作室也被关闭；不过其开发人员将被安排到新成立的Deep Silver Dambuster，继续开发本作。

## 外部連結
- （英文）官方网站